# Didier Decoin

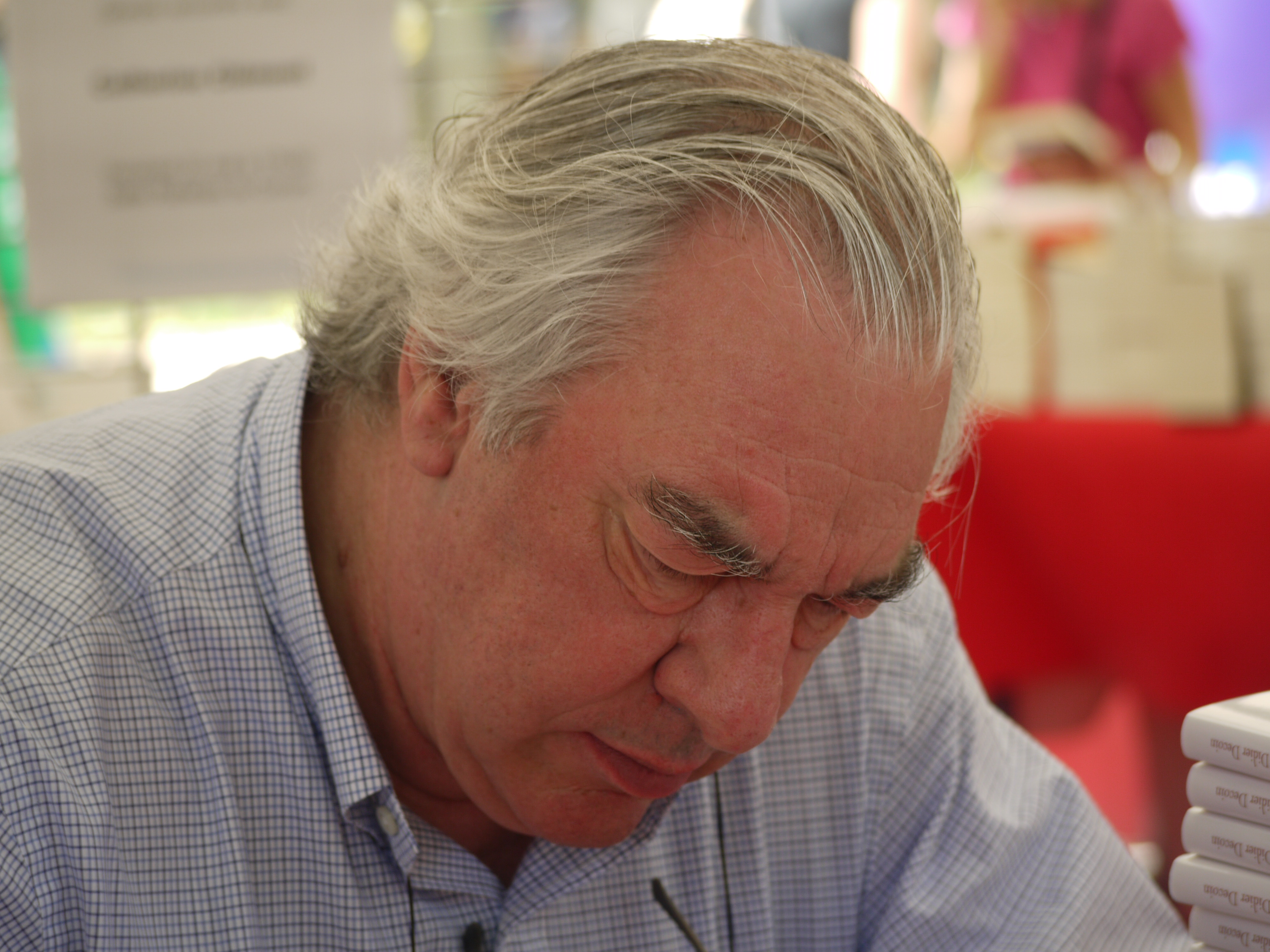
Didier Decoin

Didier Decoin es un escritor y guionista cinematográfico francés, nacido el 13 de marzo de 1945 en Boulogne-Billancourt (Altos del Sena). Ganó el premio Goncourt en 1977 por John l’Enfer, la historia de un limpiacristales indio que padece de vértigo en los rascacielos de Nueva York.

## Biografía
Didier Decoin es hijo del cineasta Henri Decoin. Después de cursar estudios secundarios en el colegio Sainte-Croix de Neuilly, en Neuilly-sur-Seine, empezó su carrera como periodista en France Soir. Después de colaborar en varios periódicos como Le Figaro y Les Nouvelles littéraires, participa en la creación de la revista V.S.D. Aficionado a la navegación, colabora durante mucho tiempo con la revista Neptune Moteur. Al mismo tiempo, se convierte en novelista. A los 20 años, publica su primer libro, Le procès à l’amour, seguido de una veintena de títulos, de los que John l’Enfer obtendrá el premio Goncourt.
Consigue, en dos ocasiones, la presidencia de la Société des gens de lettres de Francia y es uno de los fundadores de la SCAM (Société civile des auteurs multimedia), el equivalente a la SGAE española.
Para salvaguardar su libertad como escritor, Didier Decoin se convierte en guionista de cine. Autor de numerosos guiones originales y de adaptaciones, durante tres años y medio dirige la ficción de France 2 y recibe en 1999 el Sept d’Or al mejor guion por El conde de Montecristo (1998).
En 1995, es elegido para la Academia Goncourt, recomendado por Jean Cayrol. En la actualidad es secretario general.
En 2007, es elegido presidente de la asociación Écrivain de Marine (Escritores del mar).
En 2012 es elegido por unanimidad presidente del  Festival International des programmes audiovisuels (FIPA).
Está casado y es padre de tres hijos.

## Obra

### Novelas
- Le Procès à l'Amour (Seuil, 1966) (Bourse Del Duca).
- La Mise au monde (Seuil, 1967).
- Laurence (Seuil, 1969).
- Elisabeth ou Dieu seul le sait (Seuil, 1970). Pris des Quatre Jurys.
- Abraham de Brooklyn (Seuil, 1971). Prix des Libraires (premio de los Libreros).
- Ceux qui vont s'aimer (Seuil, 1973).
- Un policeman (Seuil, 1975). En castellano, Un extraño policeman, Cupsa, 1976.
- John l'Enfer (Seuil, 1977). Premio Goncourt. En castellano, John l’Enfer, Plaza y Janés, 1978, 1980
- La Dernière Nuit (Balland, 1978).
- L'Enfant de la mer de Chine (Seuil, 1981).
- Les Trois Vies de Babe Ozouf (Seuil, 1983).
- Autopsie d'une étoile (Seuil, 1987).
- Meurtre à l'anglaise (Mercure de France, 1988).
- La Femme de chambre du Titanic (Seuil, 1991). En castellano, La camarera del Titanic, Ediciones B, 1996, 1998.
- Lewis et Alice (Laffont, 1992).
- Docile (Seuil, 1994)
- La Promeneuse d'oiseaux (Seuil, 1996)
- La Route de l'aéroport (Fayard, 1997)
- Louise (Seuil, 1998)
- Madame Seyerling (Seuil, 2002)
- Avec vue sur la Mer (Nil Editions, 2005). Prix du Cotentin, 2005; Prix Livre & Mer Henri-Queffélec, 2006
- Henri ou Henry : le roman de mon père (Stock, mai 2006)
- Est-ce ainsi que les femmes meurent (Grasset, février 2009). En castellano, Es así como mueren las mujeres, Alianza, 2011.
- Une anglaise à bicyclette (Stock, 2011)
- La pendue de Londres (Grasset, 02/05/2013)

### Ensayos
- Il fait Dieu (Julliard 1975, reeditado Fayard 1997)
- La nuit de l'été, 1979 (dio lugar a la película homónima de Jean-Claude Brialy, realizada en 1979, sobre la huida de Luis XVI).
- La Bible racontée aux enfants (Calmann-Levy)
- Il était une joie... Andersen (Ramsay, 1982)
- Béatrice en enfer (Lieu Commun, 1984 ). En castellano, Beatriz en el infierno, Círculo de lectores, 1986. Historia de un caso real en que una muchacha es internada en un cárcel malaya.
- L'Enfant de Nazareth (con Marie-Hélène About, Nouvelle Cité, 1989)
- Elisabeth Catez ou l'Obsession de Dieu (Balland, 1991). Prix de littérature religieuse, 1992
- Jésus, le Dieu qui riait (Stock, 1999)
- Dictionnaire amoureux de la Bible, ilustraciones de Audrey Malfione (Plon, 2009)
- Je vois des jardins partout (JC Lattès, 2012)

### Obras colectivas
- La Hague, con Natacha Hochman (fotografías) (Isoète, 1991)
- Cherbourg, con Natacha Hochman (fotografías) (Isoète, 1992)
- Presqu'île de lumière, con Patrick Courault (fotografías) (Isoète, 1996)
- Sentinelles de lumière, con Jean-Marc Coudour (fotografías) (Desclée de Brouwer, 1997)

### Teatro
- 1980 : Une chambre pour enfant sage, mise en scène Pierre Vielhescaze, Théâtre Tristan Bernard

## Filmografía (guionista)
- La Merveilleuse Visite, Marcel Carné (1973)
- La Bible, Marcel Carné (1976))
- I... comme Icare, Henri Verneuil (1979)
- L'Indic, Serge Leroy (1983)
- De guerre lasse (película, 1987), Robert Enrico
- Un bon petit diable (película, 1983), Jean-Claude Brialy
- L'Homme voilé, Maroun Bagdadi (1987)
- Dancing Machine (película, 1990), Gilles Béhat (1990)
- Hors la vie, Maroun Bagdadi (1991)
- Des feux mal éteints, Serge Moati (1994)
- Jakob le menteur, Peter Kassovitz (1998)
- Le Comte de Monte Cristo (miniserie, 1998). En castellano El conde de Montecristo, de Josée Dayan, 1999.
- Balzac (TV), Josée Dayan (1999)
- Le Roi danse, Gérard Corbiau (2000)
- Les Misérables, Josée Dayan, 2000 (miniserie). En castellano, Los miserables.
- Napoléon (miniserie) (TV), Yves Simoneau (2002)
- Faubourg 36, Christophe Barratier (2008)
- Les Diamants de la victoire (TV), Vincent Monnet (2010)
- Le Roi, l'Écureuil et la Couleuvre (TV), Laurent Heynemann (2010)
- Mon frère Yves (telefilm), Patrick Poivre d'Arvor (2012)

## Otras contribuciones
- Introducción a la pintura de Thibaut de Reimpré en el libro de Philippe Piguet (2004) Reimpré, con prefacio de Didier Decoin. Textos en francés y en inglés, Fragments Editions, 192 pp., ISBN 2-912964-47-4.